# Alexander Christiani (Diplomat)

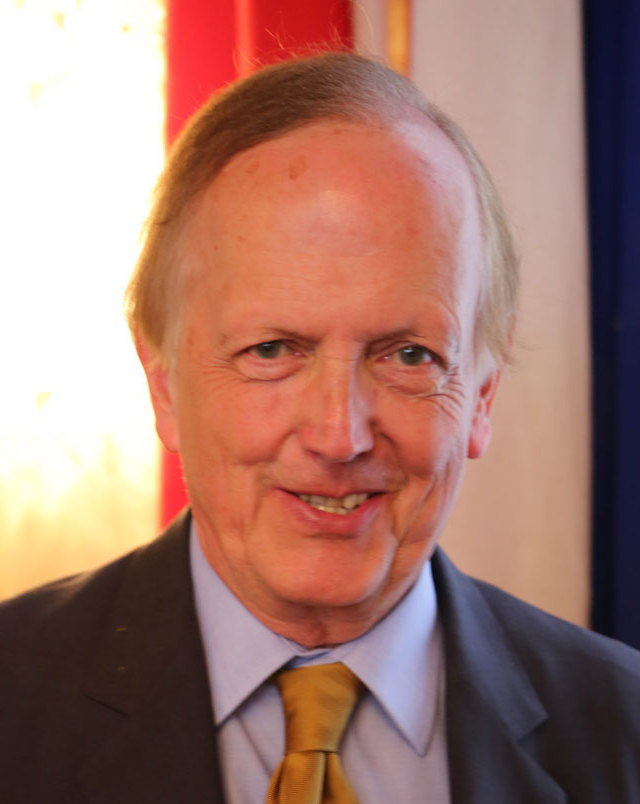
Alexander Christiani, 2013

Alexander Christiani (* 31. Mai 1940 Wien) ist ein ehemaliger österreichischer Botschafter.

## Leben
Alexander Christiani besuchte von 1964 bis 1966 die Diplomatische Akademie Wien.
1967 bis 1981 war er Mitglied der Delegation zur Generalversammlung der UNO und von 1981 bis 1986 Leiter der Österreichischen Delegation in West-Berlin und Generalkonsul. Am 27. Juli 1986 wurde er zum Botschafter in Pretoria ernannt, wo er vom 17. September 1986 bis 23. Juni 1990 akkreditiert war. Er leitete die Abteilung naher und mittlerer Osten im Außenministerium von 1990 bis 1996.
Später war er Botschafter in Den Haag und bei der Organisation für das Verbot chemischer Waffen (OPCW) akkreditiert. Als Wolfgang Schüssel mit einer Koalition aus ÖVP und Freiheitliche Partei Österreichs regierte, wurde dagegen protestiert. So wurde Alexander Christiani von einer Gästeliste für ein Botschafter-Diner am 10. Mai 2000 mit Beatrix (Niederlande) gestrichen. Von 2000 bis 2005 war er Ambassador to the Court of St James’s.
Christiani ist Vizepräsident der Österreichisch-Britischen Gesellschaft, Vorstandsmitglied der Österreichischen Gesellschaft für Außenpolitik und die Vereinten Nationen., Ordensritter des Souveränen Malteser-Ritter-Ordens und Mitglied des Rotary Club Wien.

## Auszeichnungen
- 2006: Großes Goldenes Ehrenzeichen für Verdienste um die Republik Österreich[6]
- 1979 Dank und Anerkennung der österr. Bundesregierung im Zusammenhang mit dem Internationalen Zentrum Wien
- 1978 Kommandeur-kreuz des luxemburgischen Ordens der Eichenkrone
- 1978 Großes Ehrenzeichen für Verdienste um die Republik Österreich
- 1993 Großkreuz des jordanischen Verdienstordens
- 1994 Großoffizier des syrischen Verdienstordens
- 2000 Großkreuz des Königlichen Ordens von Oranje-Nassau